# Xambabazar (köpinghuvudort i Kina, Xinjiang Uygur Zizhiqu, lat 36,89, long 81,51)
Xambabazar (kinesiska: 先拜巴扎, 先拜巴扎镇) är en köpinghuvudort i Kina. Den ligger i den autonoma regionen Xinjiang, i den nordvästra delen av landet, omkring 920 kilometer sydväst om regionhuvudstaden Ürümqi. Antalet invånare är 19 796. Befolkningen består av 9 773 kvinnor och 10 023 män. Barn under 15 år utgör 26,0 %, vuxna 15-64 år 70 %, och äldre över 65 år 3,0 %.
Runt Xambabazar är det mycket glesbefolkat, med 5 invånare per kvadratkilometer. Det finns inga andra samhällen i närheten. Trakten runt Xambabazar består till största delen av jordbruksmark.
Genomsnittlig årsnederbörd är 65 millimeter. Den regnigaste månaden är juni, med i genomsnitt 14 mm nederbörd, och den torraste är januari, med 1 mm nederbörd.